# 佐藤厚仁
佐藤 厚仁（さとう あつひと、3月25日 - ）は、日本のソングライター、編曲家、ギタリスト。ドリームモンスター所属。

## 概要
幼少よりピアノを習い、高校入学と同時にギター・ベースを始めバンド活動に勤しむ。大学卒業後、作曲家を志し本格的に作曲活動を開始。ギターを生かした楽曲のほか、ストリングスやブラス等の生楽器を主体としたアレンジを得意とする。また、アニメソングのみならずアーティスト要素も取り入れた幅広いジャンルの楽曲を制作する。

## 提供楽曲

### アニメ・プロジェクト提供作品
Re:ステージ! 
- トロワアンジュ[メンバー 1]
  - 「Silent Dystopia」（作曲）

 TVアニメ『異世界チート魔術師』 
- 吾妻凛（高橋李依）
  - 「小さな想い」（EDテーマ、Haggy Rockと共作曲・編曲）

 TVアニメ「とある魔術の禁書目録」 
- 井口裕香
  - 「終わらない歌」（EDテーマ、作曲）

 TVアニメ『4人はそれぞれウソをつく』 
- マスクマ（金田朋子）
  - 「すーぱーひーろー☆マスクマ」（挿入歌、編曲）

 TVアニメ『ワッチャプリマジ!』 
- 鈴木杏奈
  - 「Dreaming Sound」（OPテーマ、編曲）

 TVアニメ『東京リベンジャーズ』 
- 橘直人（逢坂良太）
  - 「Take My Hand」（作曲・編曲・ギター）

 アイドリッシュセブン 
- 二階堂大和（白井悠介）＆和泉一織（増田俊樹）＆四葉環（KENN）
  - 「Unfoggy Sight」（作曲・編曲）

 アイドルマスターSideM 
- F-LAGS[メンバー 2]
  - 「Hope's Journey」（編曲）
- 九十九一希（比留間俊哉）
  - 「筆跡の彼方」（編曲）

 アイドルマスター シャイニーカラーズ 
- アンティーカ[メンバー 3]
  - 「愚者の独白」（編曲）

 あんさんぶるスターズ! 
- ALKALOID[メンバー 4]
  - 「Distorted Heart」（作曲・編曲）[2]
  - 「Hysteric Humanoid」（作曲・編曲）
- UNDEAD[メンバー 5]
  - 「Savage Love Affair」（作曲・編曲）
- ESオールスターズ[メンバー 6]
  - 「One with One」（作曲・編曲）
- 天祥院英智（緑川光）
  - 「Crystal Pleasure」（作曲・編曲）

 ウマ娘 プリティーダービー 
- エアメサイア（根本優奈）
  - 「十帰りの花」（作曲・編曲）
- キタサンブラック（矢野妃菜喜）
  - 「空のほほえみ方」（作曲・編曲）
- ツルマルツヨシ（青山吉能）
  - 「Play Again」（作曲・編曲）
- アグネスタキオン（上坂すみれ）、ダンツフレーム（福嶋晴菜）、ジャングルポケット（藤本侑里）、マンハッタンカフェ（小倉唯）
  - 「PRISMATIC SPURT!!!!」（劇場版『ウマ娘 プリティーダービー 新時代の扉』挿入歌、作曲・編曲）

 オンゲキ 
- ⊿TRiEDGE
  - 「撩乱乙女†無双劇」（Haggy Rockと共作曲・編曲）
- 藤沢柚子（久保田梨沙）、井之原小星（もものはるな）、逢坂茜（大空直美）
  - 「Geki Geki!! 激闘Break Out!!」（編曲）

 この素晴らしい世界に祝福を! 
- Machico
  - 「Happy Magic」（スマートフォンゲーム「この素晴らしい世界に祝福を！ファンタスティックデイズ」主題歌、作詞・作曲・編曲）

 にじさんじ 
- 叶
  - 「ブロードキャストパレード」（作曲・編曲）
  - 「水性のマーブル」（作曲・編曲）
- 早瀬走
  - 「Say Goodbye!!!」（作曲・編曲）
- いずれ菖蒲か杜若
  - 「シャオシャオ蘭々♪」（作曲・編曲・ギター）[3]

 ホロライブ 
- IRyS
  - 「One Step at a Time」（作曲・編曲）
  - 「Sparks of Joy」（作曲・編曲）
- 星街すいせい
  - 「GHOST」（作曲・編曲・ギター）
- 夏色まつり
  - 「ネバギバ夏色ストーリー！」（作曲・編曲）

 プリンセスコネクト!Re:Dive 
- チエル（佐倉綾音）、ユニ（小原好美）、クロエ（種崎敦美）
  - 「無敵ドリーミング」（白戸佑輔と共編曲・ギター）

 ブルーロック 
- 潔世一（浦和希）、蜂楽廻（海渡翼）、凪誠士郎（島﨑信長）
  - 「TriWAR GAME」（作曲・編曲）
- 潔世一（浦和希）、馬狼照英（諏訪部順一）、凪誠士郎（島﨑信長）
  - 「TriWAR GAME -ReCollision-」（作曲・編曲）

 メメントモリ 
- 如月愛里
  - 「花の跡」（編曲）

 ラブライブ!蓮ノ空女学院スクールアイドルクラブ 
- スリーズブーケ
  - 「Kawaii no susume」（作曲・Kijibatoと共編曲）
- DOLLCHESTRA
  - 「proof」（編曲・ギター）
  - 「青とシャボン」（作曲・編曲）

 五等分の花嫁 
- 中野家の五つ子[メンバー 7]
  - 「五等分の軌跡」（映画『五等分の花嫁』主題歌、編曲）
  - 「五等分の笑顔」（TVアニメ『五等分の花嫁＊』主題歌、武田将弥と共編曲）[4]

 魔進戦隊キラメイジャー 
- キラメイグリーン／速見瀬奈（新條由芽）
  - 「Winding Road」（作詞・作曲・編曲）

 ⊿TUNES（トライチューンズ）
- 「Illuminate Life」（編曲）

 De Last Memories 
- 雨宮テンカ（愛美）
  - 「1・2・3・4・コセイ」（作詞・作曲・千石ナタデコ子と共編曲）
- 日高メイ（鬼頭明里）
  - 「空の下の天気予報」（作曲・編曲）

 PS4ゲーム『閃乱忍忍忍者大戦ネプテューヌ -少女達の響艶-』 
- 亜咲花
  - 「歌え踊れ、乙女は強し。」（OPテーマ、Cocoro.と共作詞・作曲・編曲）[5]

 WACAVA project 
- AWAKEN
  - 「コネクト」（編曲・ギター）

その他の作品
- ≒JOY
  - 「笑って フラジール」（編曲）
- 彩音
  - 「Anagram of Coda」（作曲・編曲）
- 伊藤美来
  - 「トロイメライ・ミライ」（作曲・編曲）
- 大塚紗英
  - 「ドン・キホーテ・デート」（編曲）
- 岡咲美保
  - 「Dream In Wonderland」（編曲）
  - 「結ぶ因果率」（編曲）
- オペラセリア・煌輝座
  - 「Parade d'amour」（作詞・作曲）
  - 「星宙のVoyage」（作詞）
- 梶原岳人
  - 「わすれないように」（編曲）
  - 「君ドロップス」（編曲）
  - 「僕らのメロディ」（編曲）
- Kleissis
  - 「終わる世界のはじまりに」（作曲・編曲））[6]
- 熊田茜音
  - 「Elpis」（作曲・編曲）
- Gothic×Luck
  - 「小さな予感」（編曲）
- 駒形友梨
  - 「コンパス」（作曲・編曲）
- 佐々木李子
  - 「Curiosity （Live Style）」（編曲）
- フィロソフィーのダンス
  - 「サマー・イズ・オーバー」（作曲・編曲）
- 鈴木愛奈
  - 「トワイライト・サイダー」（作曲・編曲）
- 鈴木このみ
  - 「Curiosity （Live Style）」（編曲）
- 高橋李依
  - 「カメレオンシンドローム」（作曲）
- 田村ゆかり
  - 「涙のち晴れマーク」（編曲）
- 富田美憂
  - 「ベンチ」（作詞・作曲・編曲）
- 名取さな
  - 「足跡」（作曲・編曲・ギター・オルガン）
- 西田望見
  - 「Bubble Balloon Museum」（作曲・編曲）

### 演奏参加作品
Re:ステージ!
- テトラルキア[メンバー 8]
  - 「One Step Ahead」（ギター）
- 大塚紗英
  - 「ドン引きされるほどアイシテル!」（ギター）
- 鬼頭明里
  - 「Star Arc」（ギター）
- 熊田茜音
  - 「Chocolate Mint Magic」（ギター）
- 佐々木李子
  - 「Play the world」（ギター）
- すべての瞬間は君だった。
  - 「初めての恋は、夏だった」（ギター）
- mai mai
  - 「Baby, Happy Weekend!」（ギター・ベース）
- れるりり
  - 「愛してる」（ギター）

### ユニットメンバー
1. ↑  白鳥天葉（日岡なつみ）、帆風奏（阿部里果）、緋村那岐咲（長妻樹里）
2. ↑  秋月涼（三瓶由布子）、兜大吾（浦尾岳大）、九十九一希（比留間俊哉）
3. ↑  月岡恋鐘（礒部花凜）、田中摩美々（菅沼千紗）、白瀬咲耶（八巻アンナ）、三峰結華（希水しお）、幽谷霧子（結名美月）
4. ↑  天城一彩（梶原岳人）、白鳥藍良（天﨑滉平）、礼瀬マヨイ（重松千晴）、風早巽（中澤まさとも）
5. ↑  朔間零（増田俊樹）、乙狩アドニス（羽多野渉）、大神晃牙（小野友樹）、羽風薫（細貝圭）
6. ↑  天祥院英智（緑川光）、日々樹渉（江口拓也）、姫宮桃李（村瀬歩）、伏見弓弦（橋本晃太朗）、氷鷹北斗（前野智昭）、明星スバル（柿原徹也）、遊木真（森久保祥太郎）、衣更真緒（梶裕貴）、守沢千秋（帆世雄一）、深海奏汰（西山宏太朗）、南雲鉄虎（中島ヨシキ）、高峯翠（渡辺拓海）、仙石忍（新田杏樹）、天城一彩（梶原岳人）、白鳥藍良（天﨑滉平）、礼瀬マヨイ（重松千晴）、風早巽（中澤まさとも）、乱凪砂（諏訪部順一）、巴日和（花江夏樹）、七種茨（逢坂良太）、漣ジュン（内田雄馬）、斎宮宗（高橋広樹）、影片みか（大須賀純）、葵ひなた&葵ゆうた（斉藤壮馬）、天城燐音（阿座上洋平）、HiMERU（笠間淳）、桜河こはく（海渡翼）、椎名ニキ（山口智広）、朔間零（増田俊樹）、羽風薫（細貝圭）、大神晃牙（小野友樹）、乙狩アドニス（羽多野渉）、真白友也（比留間俊哉）、仁兎なずな（米内佑希）、天満光（小林大紀）、紫之創（高坂知也）、蓮巳敬人（梅原裕一郎）、鬼龍紅郎（神尾晋一郎）、神崎颯馬（神永圭佑）、朱桜司（土田玲央）、月永レオ（浅沼晋太郎）、瀬名泉（伊藤マサミ）、朔間凛月（山下大輝）、鳴上嵐（北村諒）、逆先夏目（野島健児）、青葉つむぎ（石川界人）、春川宙（山本和臣）、三毛縞斑（鳥海浩輔）、佐賀美陣（樋柴智康）、椚章臣（駒田航）
7. ↑  花澤香菜、竹達彩奈、伊藤美来、佐倉綾音、水瀬いのり
8. ↑  坂東美久龍（山田奈都美）、西館ハク（佐藤実季）、南風野朱莉（高柳知葉）、城北玄刃（西田望見）